# Ayizo
L'ayizo (o gbe, ayizo) és una llengua gbe que parlen els ayizos que viuen als departaments d'Atlantique i de Mono, al sud de Benín. El seu codi 639-3 és ayb i el seu codi al glottolog és ayiz1245.

## Població i Situació geogràfica
El 2006 hi havia 227.000 parlants de la llengua gbe, ayizo. Segons el joshuaproject n'hi ha 313.000.
Els ayizos tenen el seu territori als departaments Atlantique i Mono de Benín.
Segons el mapa lingüistic de Benín de l'ethnologue, hi ha tres territoris de parla gbe, Ayizo. Els dos situats més a l'oest estan al límit entre els departaments de Mono i Atlantique, just a l'est del llac Ahémé i el tercer, molt més extens, està situat entre aquest llac i el llac Nokoué, a l'est, zona que ocupa gran part de l'interior del departament Atlantique, entre les ciutats de Cotonou i Ouidah, al sud i el bosc de Ko i el bosc de Djigbe, al nord. Allada és la ciutat principal d'aquest territori.
Els tres territoris són continuats però el situat més al sud-oest el comparteixen amb els fon, amb els gbesis i amb els xweles, i el segon, situat a la zona contínua al nord el comparteixen amb els gbesis. Els ayizos tenen com a veïns els xwles occidentals, els fon i els xweles al sud; els wemes i els tofins, a l'est; els fon, al nord; i els cis, els saxwes i els xweles a l'oest.

## Família lingüística
El gbe, ayizo és una llengua kwa, família lingüística que forma part de les llengües Benué-Congo. Concretament, segons l'ethnologue, forma part del grup lingüístic de les llengües gbes. Segons l'ethnologue, hi ha 21 llengües gbe: l'Aguna, l'ewe, el gbe, ci, el gbe, xwla oriental, el gbe, gbesi, el gbe, kotafon, el gbe, saxwe, el gbe, waci, el gbe, xwela occidental, el gbe, xwela, el kpessi, sis llengües aja (aja, gbe, ayizo, gbe, defi, gbe, tofin, gbe, weme i gun), dues llengües fons (fon i gbe, maxi) i la llengua gen, considerada l'única llengua mina. Segons el glottolog, és una de les llengües gbes orientals juntament amb el gbe, gbesi; el gbe, defi; el gbe, xwla oriental; el fon; el gbe, ci; el gun; el gbe, kotafon; el gbe, maxi; el gbe, saxwe; el gbe, tofin; el gbe, weme; el gbe, xwla occidental; el wudu i el gbe, xwela.

## Dialectes
Els dialectes del gbe, ayizo són l'ayizo-kobe, l'ayizo-seto, l'ayizo-tori i el kadagbe. Segons l'ethnologue, és molt semblant al fon.

## Sociolingüística, estatus i ús de la llengua
El gbe, ayizo és una llengua vigorosa (EGIDS 6a): Tot i que no està estandarditzada és parlada per persones de totes les generacions a la llar i en l'àmbit social i la seva situació és sostenible. Els ayizos també parlen la llengua fon. L'ayizo s'escriu en alfabet llatí.